# 皮尔根
皮尔根是德国巴伐利亚州的一个市镇。总面积21.99平方公里，总人口3340人，其中男性1706人，女性1634人（2011年12月31日），人口密度152人/平方公里。